# Baron Lovelace
Baron Lovelace, of Hurley in the County of Berks, war ein erblicher britischer Adelstitel in der Peerage of England.
Der Titel wurde am 30. Mai 1627 für den Militär und Politiker Sir Richard Lovelace, geschaffen. Als Barony by letters patent war der Titel ausschließlich in männlicher Linie vererbbar. Beim Tod von dessen Enkel, dem 3. Baron, fiel der Titel 1693 an dessen Neffen zweiten Grades John Lovelace als 4. Baron. Der Titel erlosch schließlich beim kinderlosen Tod von dessen jüngerem Sohn, dem 6. Baron, am 28. Juli 1736.

## Liste der Barons Lovelace (1627)
- Richard Lovelace, 1. Baron Lovelace (um 1567–1634)
- John Lovelace, 2. Baron Lovelace (1616–1670)
- John Lovelace, 3. Baron Lovelace (um 1640–1693)
- John Lovelace, 4. Baron Lovelace (1672–1709)
- John Lovelace, 5. Baron Lovelace (um 1705–1709)
- Nevill Lovelace, 6. Baron Lovelace (um 1708–1736)